# Larche (tổng)
Tổng Larche là một tổng của Pháp tọa lạc tại tỉnh Corrèze trong vùng Lumousin.

## Địa lý
Tổng này được tổ chức xung quanh Larche trong quận Brive-la-Gaillarde. Độ cao khu vực này là 82 m (Saint-Pantaléon-de-Larche) đến 353 m (Lissac-sur-Couze) độ cao trung bình trên mực nước biển là 196 m.

## Hành chính
| Giai đoạn | Ủy viên              | Đảng | Tư cách                              |
| --------- | -------------------- | ---- | ------------------------------------ |
| 2004-2011 | Jean-Jacques Delpech | UMP  | thị trưởng Saint-Pantaléon-de-Larche |

### Kết quả bầu cử tổng này ngày 21 tháng 3 năm 2004
- Isabelle David (PS)
- Jean-Jacques Delpech (UMP), thị trưởng Saint-Pantaléon-de-Larche
- Marie-France Lalle (FN)
- Philippe Bernis (Đảng xanh)
- Gilles Chatras (PCF)

## Phân chia đơn vị hành chính
Tổng Larche được chia thành 8 xã và khoảng 9 788 người (điều tra dân số năm 1999 không tính trùng dân số).
| Xã                        | Dân số | Mã bưu chính | Mã insee |
| ------------------------- | ------ | ------------ | -------- |
| Chartrier-Ferrière        | 275    | 19600        | 19047    |
| Chasteaux                 | 512    | 19600        | 19049    |
| Cublac                    | 1 515  | 19520        | 19066    |
| Larche                    | 1 418  | 19600        | 19107    |
| Lissac-sur-Couze          | 527    | 19600        | 19117    |
| Mansac                    | 1 312  | 19520        | 19124    |
| Saint-Cernin-de-Larche    | 456    | 19600        | 19191    |
| Saint-Pantaléon-de-Larche | 3 773  | 19600        | 19229    |

## Thông tin nhân khẩu
| 1962                                                     | 1968  | 1975  | 1982  | 1990  | 1999  |
| -------------------------------------------------------- | ----- | ----- | ----- | ----- | ----- |
| 5 505                                                    | 6 101 | 6 968 | 8 209 | 9 328 | 9 788 |
| Nombre retenu à partir de 1962 : dân số không tính trùng |       |       |       |       |       |